# Coal Hill
Coal Hill – miasto w Stanach Zjednoczonych, w stanie Arkansas, w hrabstwie Johnson.